# Frysztak
Frysztak (niem. Freistadt) – wieś (dawne miasto) w Polsce położona w województwie podkarpackim, w powiecie strzyżowskim, w gminie Frysztak.
Leży na wzgórzu nad doliną Wisłoka, w pobliżu ujścia do niego potoku Gogołówka.
Frysztak uzyskał lokację miejską w 1366 r., zdegradowany w 1934 r. wraz z innymi mniejszymi miastami.
W latach 1954–1972 wieś należała i była siedzibą władz gromady Frysztak. W latach 1975–1998 miejscowość administracyjnie należała do województwa rzeszowskiego.
Miejscowość jest siedzibą gminy Frysztak oraz parafii Narodzenia NMP, należącej do dekanatu Frysztak, diecezji rzeszowskiej.

## Części wsi

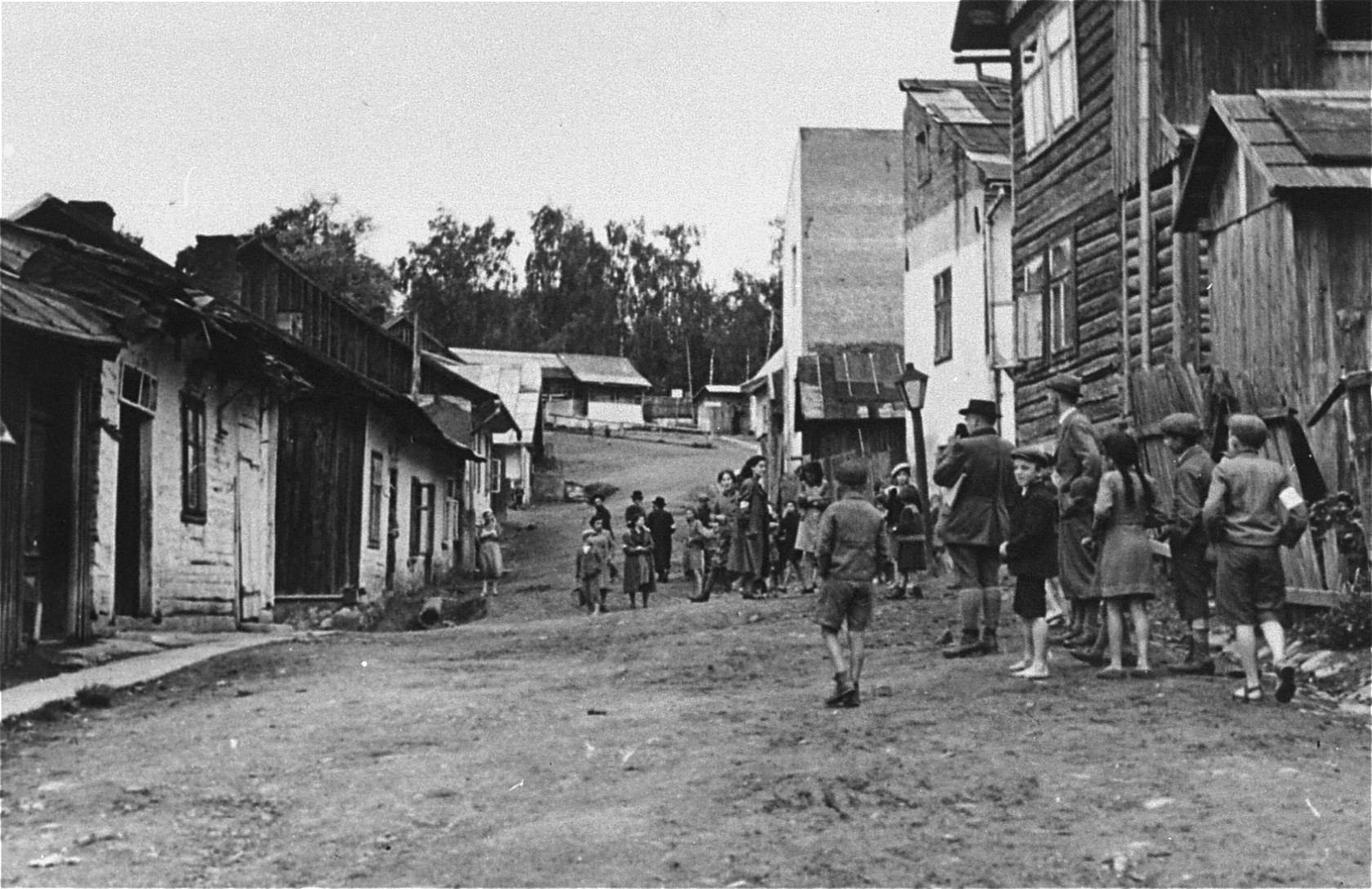
Getto we Frysztaku podczas II wojny światowej

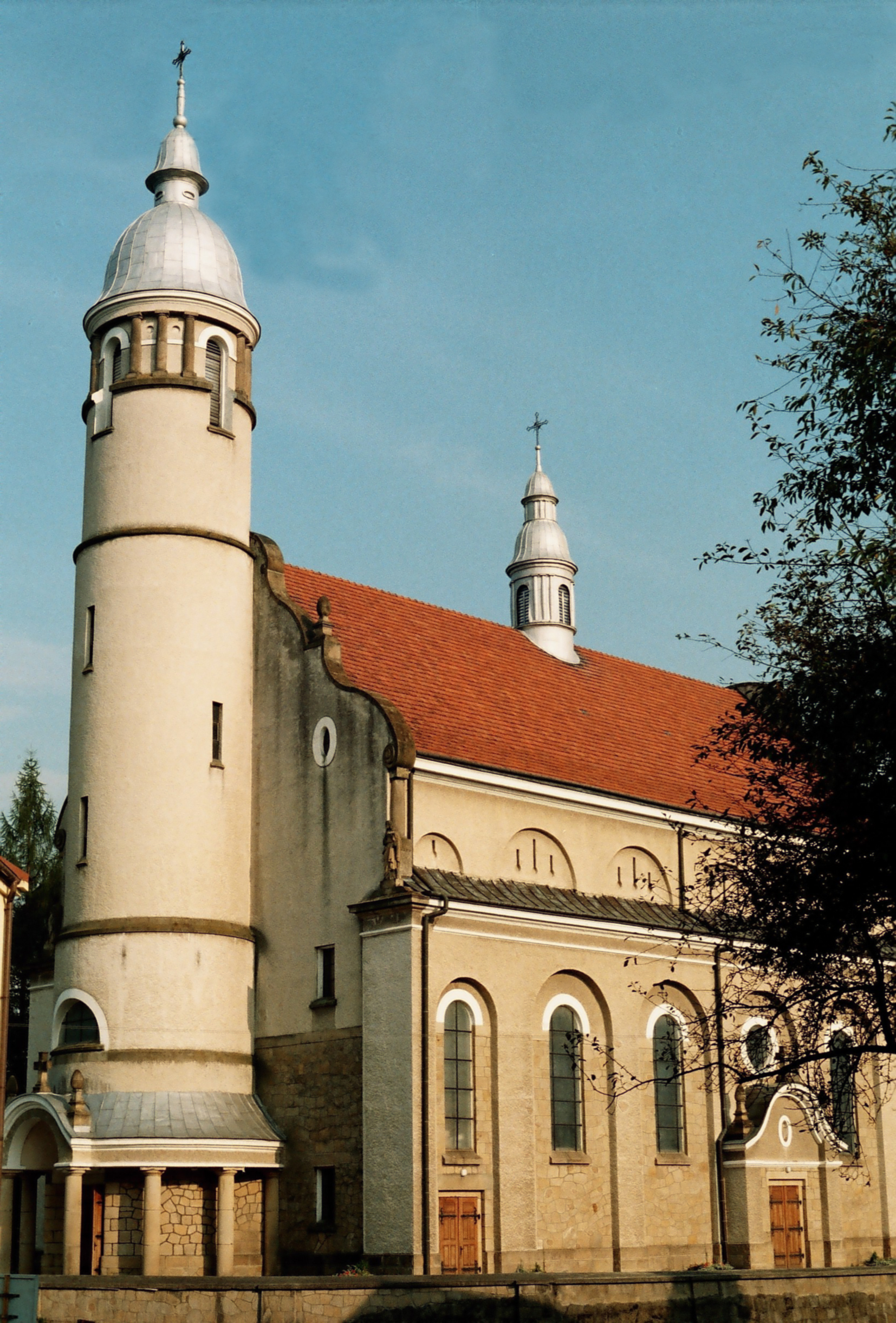
Kościół Narodzenia NMP

| SIMC    | Nazwa     | Rodzaj    |
| ------- | --------- | --------- |
| 0649108 | Gliniczek | część wsi |
| 0649114 | Godkówka  | część wsi |
| 0649120 | Piekło    | część wsi |

## Historia
Początek Frysztaku sięga XIII lub nawet XII w. Wieś była wówczas własnością cystersów z Koprzywnicy. 
Prawa miejskie (na prawie magdeburskim) uzyskał w 1366 roku (to wtedy Kazimierz III Wielki zezwolił na powstanie nad rzeką niezależnego miasta królewskiego pn. "Wisłok"). Nazwa Frysztak (niem. "wolne miasto", później w formie Frystat) pojawiła się w źródłach przed 1374 r. i świadczy o osadzeniu kolonistów niemieckich, którzy ulegli następnie procesowi polonizacji. Władze klasztoru koprzywnickiego (opat Konrad) w kontrakcie na wójtostwo frysztackie z 1375 r. zredukowały powierzchnię miasta z pierwotnej powierzchni 200 do 100 łanów frankońskich, ale założyły w tym miasteczku sądownictwo wójtowskie. W 1392 r. król Władysław Jagiełło, na prośbę opata Kunka, wydał dokument formalnie erygujący Sąd wyższy prawa niemieckiego we Frysztaku, w składzie którego zasiadał wójt frysztacki, ławnicy i sołtysi z okolicznych wsi klasztornych. Na pocz. XV w. władze klasztorne postarały się dla wójtów frysztackich o przywileje targowe i inne. Od 1340 roku był częścią ziemi sanockiej, od 1434 znajdował się w województwie ruskim. Dzięki położeniu przy ruchliwym szlaku handlowym rozwijał się jako osada handlowa i rzemieślnicza. Pierwszymi wójtami frysztackimi byli Jan syn Bertolda i Harbard (1375), a później kolejno Mikołaj (1379), i jego bratankowie Piotr i Nieczko (od 1384), Dobiesław (w latach 1408-1421), Jan b. wójt kołaczycki (1425-1429). Od 1429 r. wójtami frysztackimi były  osoby wyłącznie stanu szlacheckiego: Jan (do 1450) - dziedzic Cieszyny, Mikołaj Frysztacki (1460-1471), później po kolei trzej bracia Frysztaccy: Mikołaj, Jan i Bartłomiej. W latach 1522-1522 opat klasztoru koprzywnickiego procesował się z rodziną Frysztackich o prawa do wójtostwa frysztackiego. Ostatecznie szlachetny Paweł Frysztacki w 1527 r. wykupił wójtostwo frysztackie i pobliską wieś Glinik z rąk klasztoru koprzywnickiego.
W 1474 r., w czasie walk o tron węgierski, Frysztak został kompletnie zniszczony przez wojska węgierskie Macieja Korwina pod dowództwem Tomasza Tharczaya. W 1479 r. król Kazimierz Jagiellończyk na prośbę opata koprzywnickiego Mikołaja uwolnił mieszczan na 12 lat od wszelkich poborów. W 1656 r. w czasie „potopu” Frysztak ograbiły wojska szwedzkie, a 1657 roku miasteczko zostało zniszczone przez wojska współdziałającego ze Szwedami księcia siedmiogrodzkiego Jerzego II Rakoczego. W okresie konfederacji barskiej ucierpiało z kolei na skutek mających tu miejsce potyczek konfederatów z wojskami rosyjskimi.
Za każdym razem Frysztak odbudowywał się po owych zniszczeniach, stając się silnym lokalnym ośrodkiem rzemieślniczym. Posiadał kilka cechów rzemieślniczych, szkołę i łaźnię. Pod koniec XVIII w. Ewaryst Andrzej, hr. Kuropatnicki w swym "Opisaniu królestw Galicyi i Lodomeryi" podawał: Frysztak. Dziedziczne miasto domu Sierakowskich; obfite w rzemieślników, którzy terlice, kulbaki, siodła robią; i ganczarzów. Słynne były tutejsze jarmarki odbywające się co drugi czwartek, nabrały one szczególnego znaczenia  w XIX w.
Miasteczko w 2 połowie XIX wieku - w epoce autonomicznej położone było w powiecie politycznym jasielskim. Było wówczas siedzibą sądu powiatowego i notariatu, posterunku żandarmerii, urzędu pocztowego, dekanatu i parafii. Miało wówczas 1 558 mórg powierzchni. Urząd miejski stanowili: burmistrz  Apolinary Dymnicki (1890-1894), Michał Godek (1895), Jan Smolewicz (1913-1914), zastępca burmistrza Abraham Rössler (1890-1895) Leib Stryk (1913-1914), kasjer Mendel Götzler (1890-1895),  Aron San (1913-1914) i kontroler Emil Spiegel (1890-1914).Istotne znaczenie dla jego rozwoju miał działający tu sąd powiatowy,  podlegający początkowo sądowi śledczemu w Jaśle a od 1892 Sądowi Obwodowemu w Jaśle.  Stacja kolejowa powstała tu w 1890 na linii kolejowej łączącej Rzeszów z Jasłem, do I wojny światowej kierowali nią naczelnicy Mateusz Kowalski (1891-1895) i Tadeusz Kapeliner (1913-1914). 
| rok  | liczba mieszkańców | rzymskich katolików | wyznania mojżeszowego |
| ---- | ------------------ | ------------------- | --------------------- |
| 1885 | 1197               | 416                 | 779                   |
| 1880 | 1344               | 524                 | 820                   |
| 1890 | 1398               | 437                 | 961                   |
| 1891 | 1345               | 445                 | 900                   |
| 1900 | 1506               | 405                 | 1101                  |
| 1913 | 1484               | 395                 | 1076                  |
| 1914 | 1484               | 395                 | 1076                  |
| 1921 | 1195               | 185                 | 1010                  |

W połowie czerwca 1898 roku we Frysztaku, podobnie jak w całym powiecie jasielskim i strzyżowskim, miały miejsce rozruchy antyżydowskie. 16 czerwca grupa chłopów, do których przyłączyli się ludzie wychodzący z kościoła, zaczęła rabować, niszczyć i plądrować karczmy, sklepy, stragany i domy żydowskie. Pozbawiona kierownictwa żandarmeria, nie mogąc opanować sytuacji, otworzyła ogień. Na miejscu śmierć poniosło sześć osób, drugie tyle zmarło w wyniku odniesionych ran. Do tragicznego finału rozruchów przyczyniła się postawa władz lokalnych (presja wywierana na żandarmów przez kierownika starostwa Jana Winiarskiego) i odmowa uspokojenia nastrojów wśród parafian przez księdza Franciszka Prusaka.
Działał tu także przy parafii dom dla ubogich. Założony przez byłego właściciela Kobylego, Antoniego Janowskiego, w 1822 w celu wspierania 6 miejscowych ubogich (3 kobiet i 3 mężczyzn) z obowiązkiem pełnienia służby kościelnej. Majątek zakładowy (1890-1892): dom mieszkalny, 4 korce zboża i 3 sągi drzewa opałowego w naturze, dalej kapitał 83 zł. 18 ct. i książka kasy oszczędności na 240 zł. 78 ct. Dochód z ubiegłego roku 52 zł. W 2 połowie XIX wieku prowadzili tu praktykę lekarze: Wiktor Natter (1893-1914) Emil Spiegel (1891-1914) i Józefa Styber (1895) W miasteczku działała też apteka prowadzone najpierw przez Jana Zaniewskiego (1890-1912), a następnie przez Romana Zasielskiego (1913-1914). 
W 1927 r. na miejscu starego, drewnianego kościoła z XV w. wybudowano obecną, murowaną świątynię.
W 1932 miejscowość utraciła prawa miejskie, mieszkańcy dwukrotnie – najpierw w 1952 r. i ponownie w 1975 r. – starali się o ich przywrócenie jednak bez powodzenia. Frysztak, pomimo formalnego braku praw miejskich, ma charakter małomiasteczkowy i stanowi lokalny ośrodek kulturalny i gospodarczy.
Podczas okupacji hitlerowskiej, w styczniu roku Niemcy utworzyli getto dla żydowskich mieszkańców. Przebywało w nim około 1800 Żydów. 18 sierpnia 1942 roku getto zostało zlikwidowane, a Żydzi zostali zamordowani w lesie w Warzycach, w lesie w Krajowicach koło Jasła, a większość została wywieziona do obozu zagłady Bełżcu i tam zamordowana.
Dużych zniszczeń doznał Frysztak pod koniec II wojny światowej, kiedy w 1944 r. prawie przez 6 miesięcy w pobliżu miejscowości przebiegała linia frontu.

## Ludzie związani z Frysztakiem
- Jan syn Bertolda i niejaki Harbard (1375) - pierwsi wójtowie we Frysztaku
- Mikołaj Frysztacki herbu Radwan (XV w.) – rycerz króla Władysława Warneńczyka i wójt Frysztaku w latach 1460-1471
- Paweł Frysztacki (1527) - pierwszy szlachecki właściciel wójtostwa we Frysztaku i całego miasta
- Eugeniusz Ciastoń (1861–1930) – generał brygady Wojska Polskiego
- Ludwik de Laveaux (1891–1969) – generał brygady Wojska Polskiego
- Edwin Norbert Wagner (1899–1944) – major Wojska Polskiego, poseł, prezes Związku Inwalidów Wojennych RP
- Paweł Wildstein (1920–2008) – pułkownik Wojska Polskiego
- Emil Orzechowski (ur. 1944) – profesor doktor, teatrolog i kulturoznawca
- Jan Biedroń (ur. 1963) – ksiądz, doktor teologii, rektor Wyższego Seminarium Duchownego w Sandomierzu
- Barbara Klose (ur. 1948) – piłkarka ręczna, mistrzyni i reprezentantka Polski
- Bogdan Szlachta (ur. 1959) - prawnik, profesor nauk humanistycznych, były członek Trybunału Stanu

## Połączenia drogowe
Wieś jest położona przy drodze wojewódzkiej nr 988 prowadzącej z Babicy do Warzyc, gdzie po 12 km łączy się z drogą krajową nr 28.